# Mantello, stivali e coltello
Mantello, stivali e coltello è il diciassettesimo album in studio del cantante italiano Gipo Farassino, pubblicato nel settembre del 1975.

## Tracce
Testi di Gozzi, Orengo e Farassino, musiche di Farinatti.
Lato 1
1. Un amico che cos'è? - 3:44
2. Ogni cosa comincia da te - 5:16
3. Fuoco e paglia, paglia e fuoco - 3:16
4. Mantello, stivali e coltello - 3:09
5. Quel che non c'era - 2:30

Lato 2
1. Vorrei essere una vela - 4:10
2. Briganti in città - 2:37
3. Mayno dove mai sarà... - 5:38
4. Corri uomo, corri in montagna - 3:25